# عبد الله فودة
 عبد الله عواد سليمان فودة، لاعب كرة قدم سعودي و مدرب سابق و لاعب ألعاب قوى في سباقات المسافات الطويلة , غير انه اختار اكمل مسيرته الرياضية في مجال كرة القدم . مواليد المدينة المنورة غرب السعودية حي باب الكومة , الملقب بـالعمدة, لاعب سابق في أندية أحد و كابتن نادي الهلال في وجود لاعب أسطوري مثل ريفيلينو , كما مثل المنتخب السعودي .
يعد من أميز المدافعين الذين مروا على كرة القدم السعودية, يتميز بالشخصية القيادة والتي مكنته من تسلم شارة القيادة في الهلال من أول موسم مثل فيه الفريق الهلالي.
حصل على عدد من البطولات مع الهلال وشارك مع المنتخب في استحقاقات خارجية.

## مسيرته الكروية
كانت بدايته في النصف الثاني من عقد الثمانينات الهجرية في الحارة في حي باب الكوفة بالمدينة المنورة, سجل في نادي أحد شبلاً وعمره لا يتجاوز (14 عاماً) في الكشوفات الأحدية بلا مقابل. كانت بداية انطلاقته مع المنتخب الأول خلال كأس الخليج العربي لكرة القدم 1974 وأصغر لاعب في البطولة , وانتقل بعدها لصفوف نادي الهلال عقب التحاقه بمعهد التربية الرياضية عام 1395هـ.
وساهم في تحقيقه أول وثاني بطولة للدوري خلال موسمي 1397هـ و1399هـ ثم عاد بعد تخرجه من المعهد إلى مسقط رأسه المدينة المنورة وبعد اعتزاله اللعب تحول إلى ميدان التدريب وأشرف على فريق أحد ونجح كمدرب.. لكنه فضل التوقف والابتعاد عن سلك التدريب وتفرغ لعمله الوظيفي في الرئاسة العامة لرعاية الشباب (الهيئة العامة للرياضة حاليا) حتى التقاعد منها عام 2014.

## اسهاماته مع الهلال
- حقق مع الهلال أول دوري لنادي الهلال الدوري السعودي الممتاز 1976–77 الموافق عام 1397هـ
- بطولة الدوري السعودي عام 1399هـ.